# Le Dorat
Le Dorat är en kommun i departementet Haute-Vienne i regionen Nouvelle-Aquitaine i västra Frankrike. År 2022 hade Le Dorat 1 526 invånare. Invånarna kallas för Dorachons. Det är en gammal stad med fina exempel på romansk arkitektur.
Det finns hästtävlingar i juni, juli, augusti och september; ljud- och ljusshow; hantverksdagar; julmarknad och konserter, tennis, biograf, fiske, segling och vindsurfning.

## Geografi
Bramefloden utgör delar av kommunens nordvästra gräns.

## Befolkningsutveckling
Antalet invånare i kommunen Le Dorat
| Referens: INSEE |

## Kända personer från Le Dorat
Långdistanslöparen Joseph Guillemot, olympisk mästare på 5000 meter 1920, föddes i staden 1899.